# James Hansen
James E. Hansen, född 29 mars 1941 i Denison, Iowa, är en amerikansk klimatforskare. Han var mellan år 1981 och 2013 chef för NASA Goddard Institute for Space Studies, som är en del av Goddard Space Flight Center. Han är också adjungerad professor på  Earth Institute vid Columbia University och leder där programmet "Climate science, Awareness, and Solutions".
Hansen har gett betydande bidrag till kartläggning av och förståelse för atmosfär och klimat på planeten Venus. Detta har lett honom över till ett stort engagemang kring klimatet på Jorden, där han ser stora risker med den pågående ökningen av växthusgaser och global uppvärmning. År 2009 tilldelades han det amerikanska meteorologisamfundets finaste utmärkelse Carl-Gustaf Rossby-medaljen med motiveringen:
| ” | For outstanding contributions to climate modeling, understanding climate change forcings and sensitivity, and for clear communication of climate science in the public arena. | „ |